# Guerres entre les dynasties Song et Xia occidentaux
Les guerres entre les dynasties Song et Xia occidentaux sont une série de conflits militaires opposant la dynastie Song, la dynastie des Xia occidentaux et la dynastie Liao, qui durent de la fin du Xe siècle au début du XIIe siècle. Bien que des conflits sporadiques se poursuivent, les Song n'ont plus de frontière commune avec la dynastie des Xia occidentaux après les guerres Jin-Song et l'incident de Jingkang en 1127, qui voit la chute de la capitale des Song, Kaifeng, aux mains des Jürchens de la dynastie Jin et la conquête de la Chine du Nord par ces derniers. 

## La révolte de Jiqian (982-1004)
En 982, le souverain du Jiedushi de Dingnan, Li Jipeng, décide de se soumettre à la dynastie Song et d'échanger son titre contre une existence confortable à Kaifeng. Son frère, Li Jiqian, n'est pas d'accord et refuse de se soumettre à l'administration Song. Jiqian prend la tête d'un groupe de bandits et résiste aux Song. En 984, les Song attaquent son camp et capturent sa mère et sa femme, mais il s'échappe de justesse. Il se remet de cette défaite en s'emparant de Yinzhou l'année suivante. En même temps que Yinzhou, Jiqian s'empare de grandes quantités de matériel, ce qui lui permet d'accroître sa clientèle. En 986, Jiqian fait sa soumission aux Khitans et en 989, il épouse une noble khitane. Il fait également sa soumission, de manière symbolique, aux Song, mais ces derniers ont des doutes sur ses intentions réelles. Ils ont tellement de doutes qu'ils envoient Li Jipeng combattre et détruire Jiqian, mais c'est Jipeng qui est vaincu lors d'une bataille le 6 mai 994 et il s'enfuit à Xiazhou. Malgré sa victoire, le 9 septembre de la même année, Jiqian envoie un tribut à la Cour des Song, et le 1er octobre, c'est son frère qui est envoyé comme otage auprès des Song. L'empereur Song Taizong est réceptif à ces gestes, mais Jiqian reprend ses raids dans les terres des Song l'année suivante. En avril 996, Taizong envoie des troupes pour mater Jiqian, qui lance un raid sur Lingzhou en mai de la même année et à nouveau en novembre 997. Après 998, et pendant une brève période, Jiqian accepte réellement la suzeraineté des Song, avant de recommencer à lancer des raids contre eux durant l'automne 1001. Jiqian meurt le 6 janvier 1004 des suites d'une blessure par flèche. Son fils et successeur, Li Deming, se montre plus amical envers les Song que son prédécesseur.

### Montée en puissance de Yuanhao
Li Deming envoie des tributs à la fois à la dynastie Liao et à la dynastie Song, ce qui lui assure paix et sécurité sur la frontière est de son domaine. Dans le même temps, il étend le territoire Tangoutes à l'ouest. En 1028, il envoie son fils Li Yuanhao conquérir le royaume ouïgour de Ganzhou. Deux ans plus tard, c'est au tour du circuit de Guiyi de tomber entre les mains des Tangoutes. Yuanhao envahit également la région du Qinghai, mais il est repoussé par le royaume tibétain de Tsongkha, qui vient juste d’être fondé. En 1032, Yuanhao annexa la confédération tibétaine de Xiliangfu, et peu de temps après sa victoire, son père meurt, le laissant seul maître de l'état Tangoute.

## L'invasion de Yuanhao (1040–1044)
Après la mort de son père en 10321, Yuanhao donne à son clan le nom de « Weiming ». Il lève tous les hommes valides âgés de 15 à 60 ans, ce qui lui permet de constituer une armée de 150 000 hommes. En 1036, il achève l'annexion du royaume ouïgour de Ganzhou et du circuit de Guiyi à l'ouest. En 1038, Yuanhao se proclame "Empereur du Grand Xia". En réponse, la dynastie Song bloque le commerce frontalier et met sa tête à prix.

« Outre l'établissement d'un gouvernement central à la chinoise pour le royaume militarisé (qui comprend seize bureaux), il désigne également dix-huit commissions de contrôle militaire réparties entre cinq zones militaires : (1) 70 000 soldats pour faire face aux Liao, (2) 50 000 assignés aux préfectures de Huan, Qing, Zhenrong et Yuan, (3) 50 000 en face du circuit de Fuyan et des préfectures de Lin et Fu[1], (4) 30 000 pour faire face aux Xifan et Huige à l'ouest, et (5) 50 000 dans les plaines orientales des monts Helan, 50 000 à Ling, et 70 000 répartis entre la préfecture de Xing et Xingqing fu, ou préfecture supérieure. Au total, Yuanhao avait jusqu'à 370 000 hommes en armes. Il s'agissait de forces montées, qui avaient été mises à rude épreuve par une guerre difficile et par l'utilisation probablement excessive de cavaliers non-combattants recrutés pour gonfler les effectifs de l'armée. Il disposait d'une garde rapprochée de 5 000 hommes et d'une cavalerie d'élite, la cavalerie de fer ("tieqi"), de 3 000 hommes. Il s'agissait d'une concentration redoutable de puissance militaire sur une base économique relativement faible. »

— Michael C. McGrath
Au cours de l'hiver 1039-1040, Yuanhao assiège la ville de Yanzhou, ce qui correspond actuellement à la ville-préfecture de Yan'an, avec plus de 100 000 soldats. Le préfet de Yanzhou, Fan Yong, donne des ordres contradictoires à son adjoint militaire, Liu Ping, qui erre avec son armée de 9 000 soldats en se déplaçant dans des directions aléatoires. Les divagations de Ping prennent fin lorsque ses troupes sont vaincues par une armée Xia forte de 50 000 soldats, au col de Sanchuan et qu'il est lui-même fait prisonnier. Mais malgré cette victoire, Yuanhao est contraint de lever le siège et de se retirer dans un ensemble de forts surplombant Yanzhou, a cause des fortes chutes de neige hivernales.
Un peu plus tard durant le même hiver, une armée Song de 30 000 soldats commandée par Ren Fu arrive sur place pour lutter contre les Xia. Les Song tombent dans une embuscade à Haoshuichuan et sont anéantis. Mais malgré ses victoires, Yuanhao ne parvient pas à faire tomber les forts Song, dont la garnison est composée de 200 000 soldats, dont les effectifs sont régulièrement renouvelés par un système de rotation depuis la capitale. Ceci fait que, malgré tous leurs efforts, les Xia ne parviennent pas à s'emparer du moindre territoire Song.
En 1042, Yuanhao avance vers le sud et encercle le fort de Dingchuan.Ge Huaimin, le commandant chargé de la défense du fort, perd son sang-froid et décide de s'enfuir, abandonnant ses troupes, qui se font massacrer. Une fois encore, malgré cette victoire, Yuanhao ne parvient pas à obtenir un territoire significatif. À ce stade du conflit, la moitié de ses soldats sont morts de faim et, après deux ans de combats, les Tangoutes n'ont plus les moyens de soutenir un tel effort militaire. Les troupes des Xia commencent à subir de petites défaites, et sont repoussées par les forces Song à Weizhou et Linzhou.

« En 1043, le Shaanxi compte plusieurs centaines de milliers de miliciens locaux formés au tir à l'arc et à l'arbalète, et leurs compétences en la matière sont généralement bonnes. L'élément crucial de la défense (ou de l'attaque) est le recours à des alliés locaux non chinois pour éviter aux Song les coûts monétaires et sociaux d'une guerre à grande échelle. Au milieu de l'année 1042, les efforts accumulés par des hommes comme Fan Zhongyan et d'autres pour inciter les "Fan" à s'installer dans les zones intermédiaires portent leurs fruits. À ce stade, les "Fan" en général et les Qiang en particulier se rangent du côté des Song bien plus que de celui des Xia. En outre, il y a désormais suffisamment de forts et de villes fortifiées pour limiter la capacité de manœuvre de Yuanhao et améliorer le soutien mutuel (entre chinois et non-chinois) contre lui. »

— Michael C. McGrath
Les Khitans de la dynastie Liao profitent de la situation désespérée des Song pour augmenter le montant du tribut annuel que leur versent ces derniers de 100 000 unités de soie et autant d'argent. A bout de ressources et de solutions, les Song demandent de l'aide aux Liao. L'empereur Liao Xingzong répond à cette demande en 1044, en lançant une invasion des Xia occidentaux avec une armée de 100 000 soldats. Les Liao remportent une première victoire, mais ne parviennent pas à prendre la capitale des Xia et subissent de lourdes pertes face aux défenseurs de la ville. Selon des espions Song, des charrettes transportant des morts Liao se succèdent à travers le désert.
Ayant épuisé ses ressources, Yuanhao fait la paix avec les Song, qui reconnaissent ses droits sur les terres Xia en tant que roi et acceptent de payer un tribut annuel de 250 000 unités de soie, d'argent et de thé.

## Les raids de Yizong (1064, 1066-1067)
En 1064, l'empereur Yizong des Xia occidentaux lance un raid contre le territoire de la dynastie Song. À l'automne 1066, il lance deux autres raids et en septembre de la même année, une attaque contre Qingzhou. Les troupes Tangoutes détruisent plusieurs forts Song lors des combats. Les troupes Song sont encerclées pendant trois jours, avant que des renforts de cavalerie n'arrivent. Lors des combats qui s'ensuivent, Yizong est blessé par un trait d'arbalète et contraint de battre en retraite. Les Tangoutes tentent de lancer un autre raid plus tard, mais échouent, une attaque nocturne des troupes Song s'achevant par la dispersion de l'armée des Xia. Yizong se regroupe à Qingtang et lance une nouvelle attaque sur Qingzhou en décembre, avant de se replier lorsque l'empereur Song Yingzong menace d'intensifier le conflit. L'année suivante, le commandant Chong E des Song attaque et prend Suizhou. Trois ans plus tard, les Tangoutes envahissent à nouveau le territoire des Song en représailles, sans réussir à obtenir des gains de territoire significatifs.

## L'invasion de Shenzong (1081–1085)
En 1081, la dynastie Song lance une attaque sur cinq fronts contre les Xia occidentaux. Si le début de la campagne est marqué par des victoires des Song, les soldats chinois ne parviennent pas à prendre Xingqing, la capitale des Xia, et restent sur la défensive pendant les trois années suivantes. Les contre-attaques des Xia commencent également par une série de victoire, avant d'échouer à plusieurs reprises à prendre Lanzhou. La guerre prend fin en 1085, à la suite du décès de l'empereur Song Shenzong

### Organisation
Les Song lèvent cinq armées pour attaquer les Xia occidentaux:
1. Li Xian - un eunuque de la cour qui a participé à une précédente campagne contre Tsongkha, en 1072. Il envahit les Xia par le sud-ouest avec 50 000 soldats.
2. Chong E - Un "Assistant Régional". Il attaque les Xia depuis le nord-est avec une armée de 96 000 soldats.
3. Wang Zhongzheng - un eunuque qui a également participé à la campagne de 1072 contre Tsongkha. Il attaque les Xia depuis le nord-ouest avec une armée de 60 000 soldats.
4. Gao Zunyu - l'oncle maternel de l'empereur Song Shenzong, qui a participé à la conquête de Minzhou en 1073. Il attaque les Xia en partant de Qingzhou avec une armée de 87 000 soldats.
5. Liu Changzuo - eunuque. Il attaque les Xia depuis le sud avec une armée de 50 000 soldats, auxquels se rajoutent 30 000 hommes supplémentaires envoyés par Dongzhan de Tsongkha depuis le sud.

### Déroulement de la campagne
Au cours de l'été 1081, les cinq armées Song envahissent les Xia Occidentaux. Chong E vainc une armée Xia, tuant 8000 soldats tangoutes lors des combats.
En octobre, Li Xian prend Lanzhou,.
Le 15 octobre, l'armée de 50 000 hommes de Liu Changzuo rencontre une force Xia de 30 000 hommes dirigée par le frère de l'impératrice régente Liang. Les commandants de Liu lui conseillent de prendre une position défensive, mais ce dernier refuse et prend le commandement d'un contingent de guerriers équipé de boucliers, appuyé par deux rangs d'arbalétriers et de cavaliers. Liu lui-même part au combat en tête de ce contingent avec deux boucliers. La bataille dure plusieurs heures avant que les Xia ne battent en retraite, après avoir perdu 2 700 soldats. Après cette victoire, Liu récupère une grande quantité de millet dans la ville de Mingsha, et se dirige vers Lingzhou. L'avant-garde de Liu attaque la porte de la ville avant que les défenseurs n'aient eu le temps de la fermer, fait plusieurs centaines de victimes et s'empare de plus de 1 000 têtes de bétail avant de battre en retraite. Liu veut que Gao Zunyu l'aide à prendre Lingzhou, mais Gao refuse. Liu lui suggère alors de s'emparer de la capitale des Xia à la place, ce que Gao refuse également. Pire, Gao prend comme un affront le fait qu'il ne peut pas prendre Lingzhou. Il transmet alors sa version des faits à la cour Song, puis fait retirer son commandement à Liu, fusionnant ainsi les deux armées.
En novembre, les Xia abandonnent le centre du plateau de l'Ordos, perdant ainsi la ville de Xiazhou.
Le 20 novembre, Wang Zhongzheng prend Youzhou et massacre ses habitants. À ce stade de la campagne, Wang craint de manquer de provisions et se dispute avec Chong E à ce sujet. Il interdit également à ses troupes de faire cuire leurs repas car il craint que la fumée des feux ne révèle sa position aux pillards Xia. Ses troupes tombent malades à cause de la nourriture crue, commencent à mourir de faim et sont tout de même attaquées par la cavalerie ennemie. Wang reçoit l'ordre de se replier, tandis que Chong E couvre sa retraite. Entre les combats et les morts de faim, Wang a perdu 20.000 soldats.
Le 8 décembre, Gao Zunyu décide d'attaquer Lingzhou, mais se rend rapidement compte qu'il a oublié d'apporter les équipements et armes nécessaires pour un siège et qu'il n'y a pas assez d'arbres pour en construire. Gao se défoule sur Liu Changzuo, qu'il tente de faire exécuter. Les soldats de Liu sont au bord de la mutinerie, lorsque Fan Chuncui, un juge de circuit, réussi à convaincre Gao de se réconcilier avec Liu. Le 21 décembre, les Xia ouvrent une brèche dans les digues le long du fleuve Jaune et inondent les camps des deux armées Song qui assiègent Lingzhou, les forçant à battre en retraite. Le harcèlement des soldats Xia transforme la retraite en déroute pour les troupes chinoises,.
À la fin de l'année 1081, Chong E est le seul commandant Song encore en poste sur le front.
En septembre 1082, les Xia contre-attaquent avec une armée de 300 000 soldats et assiègent Yongle, une ville fortifiée située à l'ouest de Mizhi. Les Xia utilisent leur cavalerie pour bloquer toute tentative d'envois de renforts aux assiégés de la part des Song. Xu Xi, le commandant Song chargé de défendre la ville, déploie ses troupes à l'extérieur de l'enceinte de la ville mais refuse d'attaquer les troupes ennemies pendant qu'elles traversent la rivière à gué. Il refuse ensuite de laisser ses troupes retourner à l'intérieur de la ville lorsque les "Faucons de fer", l'unité d'élite de la cavalerie Tangoute, les attaque. Finalement, les défenseurs sont décimés et les Xia s'emparent de Yongle. En tout les Song perdent 17 300 soldats lors des combats.
En mars 1083, les Xia attaquent Lanzhou. Wang Wenyu, le commandant Song chargé de défendre la ville, sort des murs de Lanzhou pendant la nuit avec un petit contingent de soldats et attaque par surprise le campement des Xia, les forçant à battre en retraite. Les Tangoutes tentent à nouveau de prendre Lanzhou en avril et en mai de la même année, mais échouent a chaque fois. Les attaques qu'ils lancent en même temps contre Linzhou sont également des échecs.
Après de multiples défaites, les Xia font des propositions de paix aux Song, qui les refusent.
En janvier 1084, les Xia font une dernière tentative pour prendre Lanzhou. Le siège dure 10 jours avant que l'armée Tangoute ne tombe à court de vivres et batte en retraite.

### Paix
La guerre se termine en 1085, après la mort de l'empereur Shenzong en avril. En échange de 100 prisonniers chinois, les Song rendent quatre des six villes capturées. Les hostilités entre les Song et les Xia reprennent cinq ans plus tard, et les conflits se poursuivent sporadiquement jusqu'à ce que les Song perdent Kaifeng et le contrôle du nord de la Chine à la suite de l'incident de Jingkang en 1127.

## Avancer et fortifier (1097-1099)
Avancer et fortifier est le nom que les SOng ont donné a une stratégie/campagne militaire dont le but est de s'emparer des terres des Xia occidentaux dans le nord-ouest. La campagne est centrée sur la fortification de sites clés situés le long des vallées fluviales et des montagnes pour éroder les positions des Xia. En 1096, les Song cessent de payer le tribut annuel qu'ils versaient aux Xia et, dès l'année suivante, ils lancent la campagne Avancer et fortifier. De 1097 à 1099, l'armée Song construit 40 fortifications sur le plateau de l'Ordos. En 1098, l'impératrice régente Liang des Xia envoie une armée de 100 000 soldats reprendre Pingxia. Les Tangoutes sont vaincus alors qu'ils tentent de déloger les Song de leur position élevée, et les deux généraux Xia qui commandent les troupes, Weiming Amai et Meiledubu, sont capturés.

## Annexion de Tsongkha par les Song (1103-1106)
En 1103, la dynastie Song annexe Tsongkha et passe l'année suivante à éliminer la résistance des habitants de la région. L'expansion du territoire Song menaçant la frontière sud des Xia occidentaux, les Tangoutes ripostent par des incursions en territoire Song en 1104 et 1105. Finalement, les Xia lancent une attaque générale sur Lanzhou et Qingtang. Cependant, après la campagne Avancer et fortifier de 1097-1099, les forces Xia ne sont plus en mesure de s'emparer des fortifications Song. Ne parvenant pas à prendre les villes principales, les Tangoutes se déchaînent, tuant des dizaines de milliers de civils de la région. L'année suivante, l'empereur Chongzong des Xia occidentaux fait la paix avec les Song. Mais comme les deux royaumes n'arrivent pas a délimiter clairement leurs frontières, une nouvelle guerre éclate en 1113.

## L'invasion de Huizong (1113–1119)
En 1113, les Xia occidentaux commencent à construire des fortifications dans les territoires qu'ils contestent à la dynastie Song, et prennent la région de Qingtang. Furieux de cette provocation, l'empereur Song Huizong dépêche Tong Guan pour vaincre et repousser les Tangoutes. En 1115, 150 000 soldats commandé par Liu Fa pénètrent profondément dans le territoire des Xia occidentaux et massacrent la garnison Tangoute de Gugulong. Pendant ce temps, Wang Hou et Liu Chongwu attaquent la nouvelle forteresse tangoute de Zangdihe. Le siège se solde par un échec et la mort de la moitié des troupes Song. Wang soudoit Tong pour que l'empereur ne soit pas mis au courant du nombre exact de victimes. L'année suivante, Liu Fa et Liu Chongwu prennent une ville fortifiée Tangoute appelée Rendequan. 100 000 soldats Song supplémentaires sont envoyés assiégé Zangdihe, qui finit par tomber. Les Xia menent une contre-attaque réussie au cours de l'hiver 1116-1117; mais malgré l'accumulation des pertes du côté Song, Tong reste inflexible sur sa volonté d'éradiquer les Xia une fois pour toutes. Il donne l'ordre à Liu Fa de prendre 200 000 soldats avec lui et de les emmener au cœur de l'empire Xia, en visant directement la région de la capitale. Il devient très vite évident qu'il s'agit d'une mission suicide. Devant les murs de la capitale XIa, l'armée Song se retrouve face à une armée Tangoute supérieure en nombre commandée par Chage, le prince héritier Xia. Les soldats Tangoutes encerclent les troupes Song, tuant la moitié d'entre elles, les autres se repliant pendant la nuit. Les Tangoutes poursuivent les Song et leurs infligent une nouvelle défaite le jour suivant. Liu est capturé et décapité. Un cessez-le-feu est conclu en 1119 et l'empereur Huizong présente des excuses aux Xia Occidentaux.